# Fabrizio Moro
Fabrizio Moro, nacido Fabrizio Mobrici (Roma, 9 de abril de 1975), es un cantautor y músico italiano. Activo desde 1996, en más de veinte años de carrera, ha publicado once álbumes, incluidos nueve en el estudio, uno en vivo.
Lanzó su álbum debut en 2000 y alcanzó el éxito comercial en 2007, después de ganar la Sección de Revelaciones del Festival de Música de San Remo con su canción "Pensa". La canción se convirtió en un éxito número uno en Italia, mientras que el álbum con el mismo título fue certificado oro por la Federación de la Industria Musical Italiana.
En 2011, Moro también presentó el docu-reality Sbarre, emitido por Rai 2 . También escribió canciones para otros artistas, incluida la banda de pop rock Stadio y la cantante pop Noemi.
A dúo con Ermal Meta, ganó el Festival de Música de San Remo 2018 con la canción " Non mi avete fatto niente ", y representó a Italia en el Festival de la Canción de Eurovisión 2018 en Lisboa, alcanzando el quinto lugar en la general.

## Trayectoria
Fabrizio Moro lanzó su sencillo debut, "Per tutta un'altra destinazione", en 1996. El sencillo se incluyó más tarde en su primer álbum de estudio homónimo, que fue lanzado en 2000 por Ricordi, luego de su participación en la Sección de recién llegados del 50° Festival de Música de San Remo. Moro compitió con la canción "Un giorno senza fine", quedando en el puesto 13 entre 18 participantes.
En 2004, Moro grabó una versión en español de la canción "Situazioni della vita" para el álbum recopilatorio Italianos para siempre, lanzado en América Latina por Universal y que incluye canciones interpretadas por varios otros artistas italianos. Sus siguientes sencillos, "Eppure pretendevi di essere chiamata amore" y "Ci vuole un business", fueron lanzados en 2004 y 2005, respectivamente.
En 2007, Moro saltó a la fama nacional después de competir por segunda vez en la Sección de Revelaciones del Festival de la Canción de San Remo. Su entrada "Pensa", una canción antimafia con influencias de rap dedicada a Giovanni Falcone y Paolo Borsellino ganó el concurso de recién llegados y recibió el premio de la crítica " Mia Martini " durante la 57ª edición del concurso. Después de ser lanzado como sencillo, "Pensa" encabezó la lista de sencillos italianos y entró en el top 40 en Suiza. La canción también fue incluida en el álbum con el mismo título, que luego fue certificado oro por la Federación de la Industria Musical Italiana.
Después de su tercera participación en el Festival de la Canción de San Remo, la primera en la sección reservada a artistas consagrados, Moro lanzó en 2008 su tercer álbum de estudio, titulado Domani. El primer sencillo del álbum, "Eppure mi hai cambiato la vita", quedó tercero en el concurso de canto y se convirtió en un éxito entre los diez primeros en Italia.
En 2009, Moro contribuyó a escribir la canción "Resta come sei" para el álbum Diluvio universale de la banda de pop rock italiana Stadio. Moro también aparece como artista destacado en la canción. El 5 de junio de 2009, lanzó su primer Extended Play, Barabba. La canción principal fue considerada por los periodistas italianos como una referencia al escándalo de Silvio Berlusconi que involucra a la adolescente Noemi Letizia. A pesar de ello, negó cualquier referencia a Silvio Berlusconi, afirmando que la canción fue escrita antes de que se revelara el escándalo. Al año siguiente, Moro compitió una vez más en el Festival de la Canción de San Remo, interpretando la canción "Non è una canzone". Durante la semifinal, también interpretó la canción con la banda española Jarabe de Palo, pero no logró clasificarse para la noche final de la competencia.  La canción fue incluida en el álbum Ancora Barabba y alcanzó el puesto número 17 en el FIMI Top Digital Download italiano. 
En noviembre de 2011, Moro debutó como personalidad televisiva, presentando el programa Sbarre, un docu-reality sobre las cárceles italianas transmitido por Rai 2. Moro también escribió e interpretó la canción principal del programa, "Respiro", lanzada como sencillo el 23 de septiembre de 2011 e incluida en el primer álbum en vivo de Moro, Live Atlantico.
Como compositor, Moro también escribió las canciones "Sono solo parole" y "Se non è amore", ambas lanzadas como sencillos por Noemi e incluidas en la edición de 2012 de RossoNoemi y en Rosso Live, respectivamente. 
El 11 de febrero de 2018, Moro, junto con Ermal Meta, ganó la sección Grandes Artistas del Festival de Música de San Remo 2018 con la canción Non mi avete fatto niente, y como tal, representó a Italia en el Festival de la Canción de Eurovisión 2018 en Lisboa, Portugal, alcanzando el quinto lugar en general.

## Discografía

### Álbum de estudio
- 2000 – Fabrizio Moro
- 2005 – Ognuno ha quel che si merita
- 2007 – Pensa
- 2008 – Domani
- 2009 – Barabba
- 2010 – Ancora Barabba
- 2013 – L'inizio
- 2015 – Via delle Girandole 10
- 2017 – Pace
- 2019 - Fligli di nessuno
- 2020 - Canzoni d'amore nascoste

### Álbum en vivo
- 2011 – Atlantico Live

### Colecciones
- 2016 – Il meglio di Fabrizio Moro - Grandi successi
- 2018 – Parole rumori e anni

### Individual
- 1996 – Per tutta un'altra destinazione
- 2000 – Un giorno senza fine
- 2004 – Eppure pretendevi di essere chiamata amore
- 2005 – Ci vuole un business
- 2007 – Pensa
- 2007 – Fammi sentire la voce
- 2007 – Parole rumori e giorni
- 2008 – Eppure mi hai cambiato la vita
- 2008 – Libero
- 2009 – Il senso di ogni cosa
- 2009 – Barabba
- 2010 – Non è una canzone
- 2011 – Respiro
- 2011 – Fermi con le mani
- 2013 – Sono come sono
- 2013 – L'eternità
- 2013 – Babbo Natale esiste
- 2015 – Acqua
- 2015 – Alessandra sarà sempre più bella
- 2016 – Sono anni che ti aspetto
- 2017 – Portami via
- 2017 – Andiamo
- 2017 – La felicità
- 2018 – Non mi avete fatto niente (con Ermal Meta)